# ديون بريستر
ديون بريستر (بالإنجليزية: Dion Prewster)‏ مواليد 10 يناير 1990 في سانتا آنا، هو لاعب كرة سلة أمريكي. بدأ مسيرته الاحترافية في سنة 2011. يلعب في الدوري النيوزيلندي لكرة السلة. يحمل الرقم 15.

## المسيرة الاحترافية
لعب مع ويلينغتون ساينتس في سنة 2011، ثم لعب مع نيو زيلاند بريكرز في الدوري الأسترالي في موسم 2011–2012، ثم لعب مع ساوثلاند شاركز في سنة 2012، ثم لعب مع ويلينغتون ساينتس من سنة 2014 إلى 2016، ثم لعب مع سيدني كينجز في الدوري الأسترالي من سنة 2015 إلى 2017.

## روابط خارجية
- ديون بريستر على موقع كرة السلة الأوروبية.كوم (الإنجليزية)
- ديون بريستر على موقع كلية كرة السلة في سبورتس رفرنس.كوم (الإنجليزية)
- ديون بريستر على موقع ريلجم (الإنجليزية)
- ديون بريستر على موقع بروبوليرز (الإنجليزية)
- ديون بريستر على موقع سبورتس رفرنس (الإنجليزية)